# Pitcairngreen

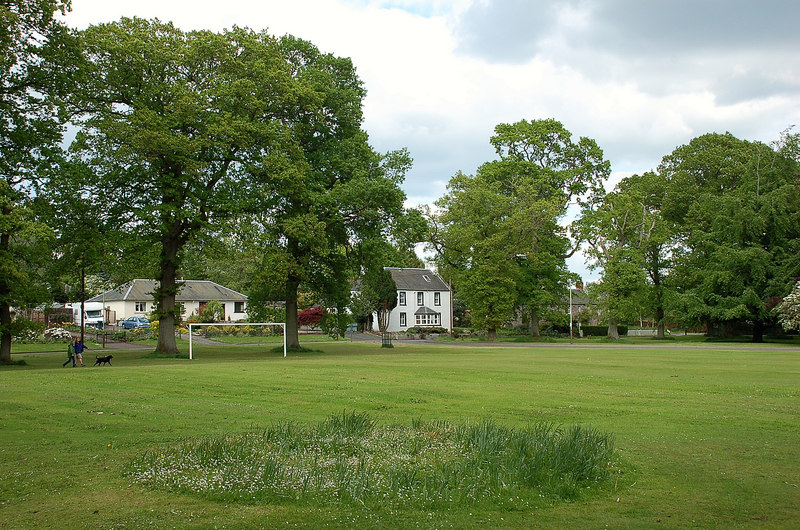
Der zentrale, grüne Bereich des Ortes

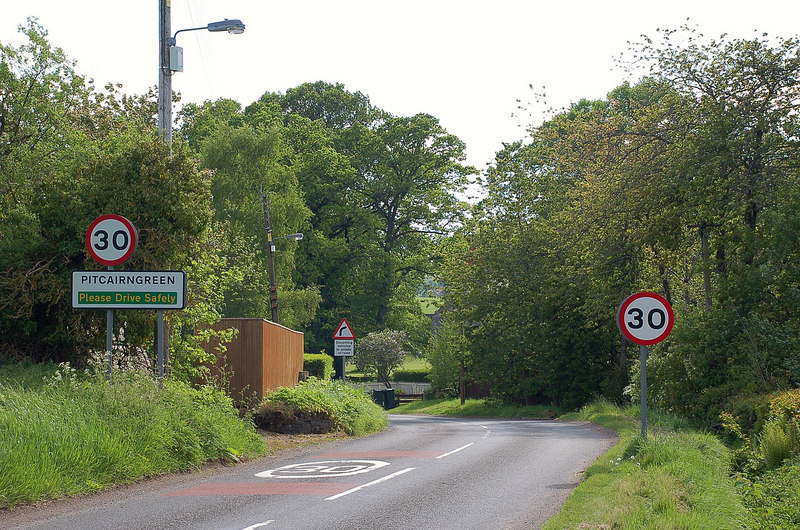
Ortseinfahrt von Osten

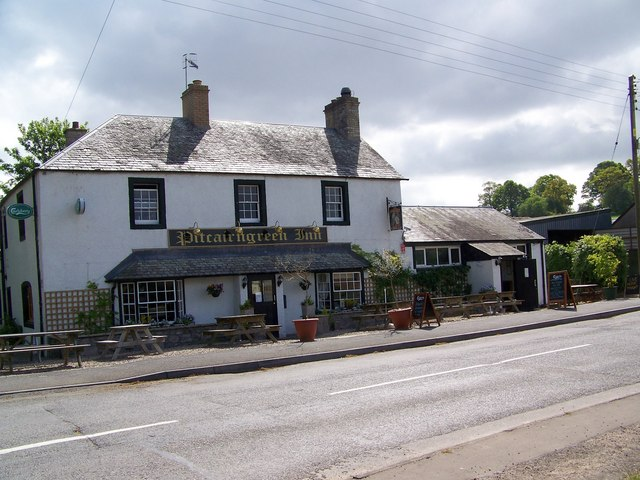
Das Gasthaus Pitcairngreen Inn

Pitcairngreen ist eine Ortschaft, die im Norden von Schottland nordwestlich von Perth in der Region Perth and Kinross liegt. Im Rahmen der historischen Gliederung Schottlands in Civil Parishes zählt es zu Redgorton, das zu Perthshire gehörte.

## Geographie
Pitcairngreen liegt, etwa 6 Kilometer von Perth entfernt, in einer flachwelligen Landschaft. Südlich des Ortes fließt in südöstlicher Richtung der Bach Gelly Burn, der kurz darauf in den Almond mündet.
Pitcairngreen liegt abseits des übergeordneten Verkehrsnetzes. Nebenstraßen führen nach Norden über Moneydie nach Bankfoot, nach Westen über Dalcrue nach Methven, nach Süden über Bridgeton nach Almondbank sowie nach Nordosten über Redgorton nach Luncarty.

## Historisch Bedeutsames
Pitcairngreen entstand im 18. Jahrhundert als geplante Siedlung. Das Zentrum bildete eine Grünfläche, um die der Duke of Atholl ab 1786 für, in der Textilproduktion beschäftigte Menschen Unterbringungsmöglichkeiten errichten ließ. In einem Text der Dichterin Hannah Cowley aus diesem Jahr wird die Konkurrenzsituation des Ortes zu Manchester erwähnt.
In Pitcairngreen stehen drei Bauwerke, die als Listed Building in unterschiedlichen Kategorien ausgewiesen wurden. Es sind das Doppelhaus East End das Pfarrhaus St. Serf’s Manse sowie das Gebäude des Gasthauses Pitcairngreen Inn.